# Quinnia ionica
Quinnia ionica is een slakkensoort uit de familie van de Seguenziidae. De wetenschappelijke naam van de soort is voor het eerst geldig gepubliceerd in 1878 door Watson.